# Macroplea mutica
Macroplea mutica — вид листоїдів з підродини Donaciinae.
Транспалеарктичний вид.

## Опис
У довжину досягає всього 4,5-6 міліметрів. Передньоспинка помітно звужена до основи, здебільшого з двома-трьома поздовжніми чорними плямами. Верховий кут надкрил витягнутий в трикутний шип.

## Екологія
Дорослі жуки пасуться на листі рдесника (Potamogeton) і рупієвих (Ruppiaceae).